# Леонард Уули
Сър Чарлз Леонард Уули (на английски: Charles Leonard Woolley) (17 април 1880 г., Лондон, – 20 февруари 1960 г., Лондон) е водещ английски археолог от първата половина на XX век; провеждал разкопки на паметници на материалната култура на Шумер, Древен Египет, Сирия, Нубия, древна Анатолия.

## Биография
Завършва Оксфордския университет, след което през 1907 – 1912 г. взима участие в британските археологически експедиции в Нубия и Египет, а през 1912 – 1914 и 1919 г. – в разкопките на град Каркемиш на Ефрат.
През 1921 – 1922 г. Уули става ръководител на разкопките на някогашната столица на фараона на Ехнатон Ахетатон близо до Тел-ел-Амарни.
От 1922 г. вече ръководи работата на британско-американската археологическа експедиция в Ур, продължила до 1934 г. По време на тези разкопки е открит зикуратът в Ур и ред важни паметници в периода на I до III династия на Ур, а също от епохата на Саргон I. Открит е също ранният архив на храмовия комплекс, царските гробници от I династия на Ур, най-древните музикални инструменти, няколко шумерски храма, архивът на царския комплекс от периода на III династия на Ур и множество надписи, в частност, Урския стандарт.
За най-важно откритие в Ур научната общност признава намерените през 1927 – 1928 г. шестнадесет царски погребения от I династия на Ур с намерените в тях комплекси с многочислени човешки жертвоприношения. Благодарение на археоложките работи на Уули в Ур са реконструирани историята и всекидневния живот в най-големия шумерски град-държава. Именно благодарение на неговите трудове започва систематичното изучаване на шумерското общество. Приема се, че Уули донякъде е преувеличил значението на шумерската цивилизация за района на Близкия изток, считайки я в известна степен за родоначалник на египетската, а в описанието на обществения строй на ранните държави в Месопотамия допуска известна идеализация. До и след Втората световна война в периодите 1936 – 1939 г. и 1946 – 1949 г. Леонард Уули разкопава руините на древния морейски град Алалах в Турция.

## Съчинения
- Woolley, Charles Leonard. The Summerians. Oxford, 1928.
- C. Leonard Woolley. Ur of the Chaldees: more royal tombs, Smithsonian Institution, Washington D.C., 1930.
- Woolley, Charles Leonard. A Forgotten Kingdom. London – Melbourn – Baltimore, 1953.